# Gigantiops destructor
Gigantiops es un género de hormigas que solo contiene la especie Gigantiops destructor; es el único miembro de la tribu Gigantiopini. Tienen los ojos más grandes de todas las hormigas y tienen gran capacidad de saltar. Poseen el número más alto de cromosomas de toda la subfamilia Formicinae (2n=78).

## Distribución y hábitat
El género se encuentra en la selva amazónica, donde anidan en el suelo o en madera podrida o cavidades hechas por otros animales (galerías de escarabajos o de la hormiga Paraponera clavata). Se encuentran desde 10 grados al norte a 15 grados al sur del ecuador.

## Alimentación
Durante el día las obreras forrajean solas en el suelo y en ramas de árboles. Se alimentan del néctar de nectarios extraflorales y de pequeños artrópodos. Alimentan a las larvas con presas premasticadas. Los individuos no cooperan en el forrajeo, no reclutan a otros miembros del nido y a veces pelean con compañeras de nido por las presas.